# Муромский регион Горьковской железной дороги

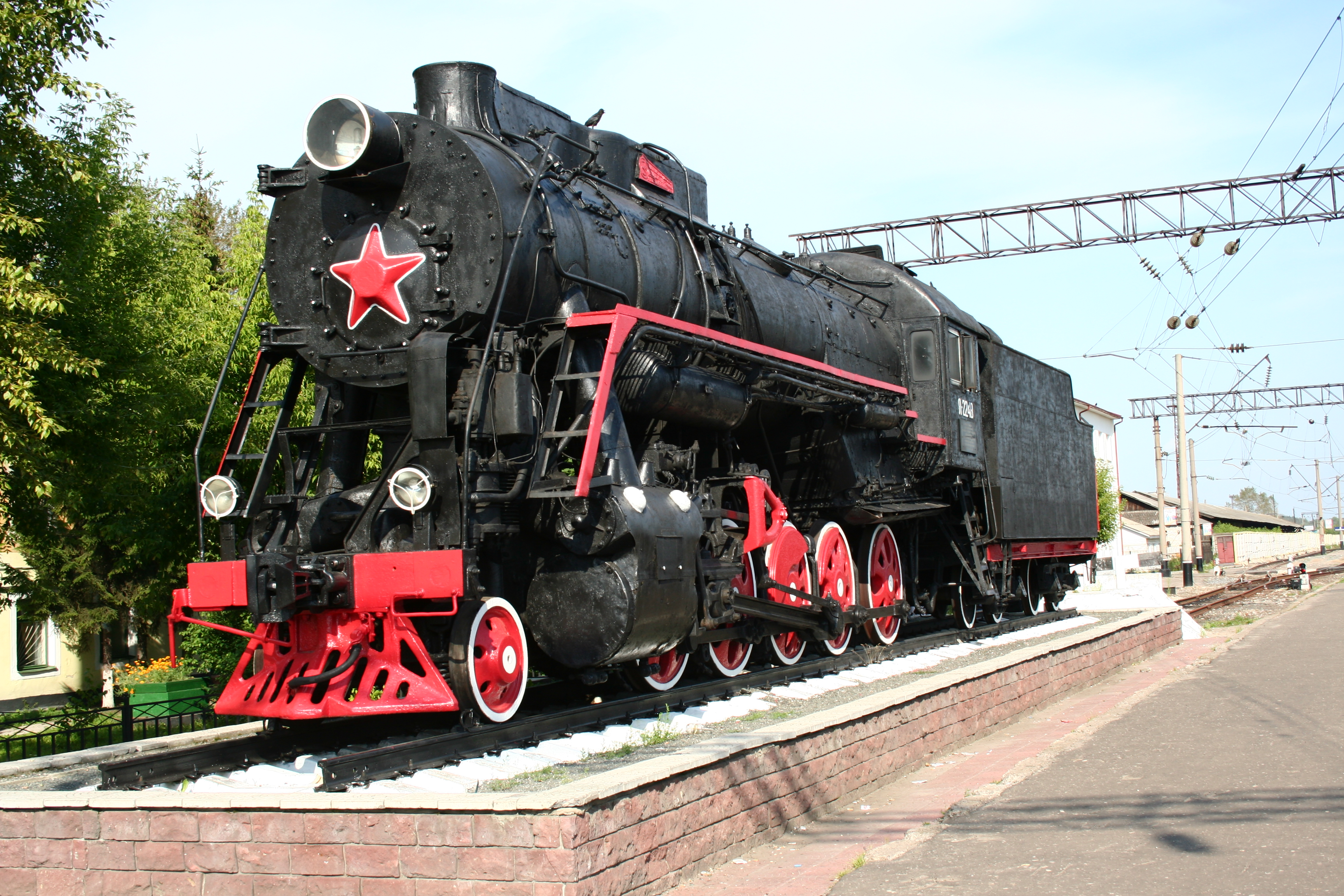
Паровоз серии Л в Муроме.

Муромский регион Го́рьковской желе́зной доро́ги — один из 5 регионов Горьковской железной дороги, который частично обслуживает железнодорожную инфраструктуру на территории Владимирской, Нижегородской, Рязанской (станция Тумская) и Московской (платформа Струя) областей, а также на территории республик Чувашии и Мордовии.
В литературе встречается название — Муромский узел.

## История
Граничит с другими регионами ГЖД по станциям:
с Горьковским по станциям: Ковров-Грузовой, Неклюдово, Сережа
с Казанским по станции Мыслец
Граничит с Куйбышевской (Самара) железной дорогой по станции Красный Узел (станция);
с Московской (Москва) железной дорогой по станции Черусти.
В Муромском регионе ГЖД находятся крупные станции Муром, Вековка, Арзамас, Сергач. В регионе обслуживания локомотивные депо: Вековка, Муром, Арзамас, Сергач.
Главная контора (офис) Муромского региона ГЖД расположен в городе Муроме, улица Филатова, дом № 1.
Образован 1 октября 2010 года в результате преобразования одноимённого отделения.